# 棕点湍蛙
棕点湍蛙（学名：Amolops loloensis）为赤蛙科湍蛙属的两栖动物，是中国的特有物种。分布于四川等地。该物种的模式产地在四川。